# Jussy-Champagne
Jussy-Champagne település Franciaországban, Cher megyében. Lakosainak száma 206 fő (2022. január 1.). Jussy-Champagne Avord, Bengy-sur-Craon, Crosses, Raymond, Vornay és Osmery községekkel határos.

## Népesség
A település népessége az elmúlt években az alábbi módon változott:
| Lakosok száma | 176  | 247  | 226  | 223  | 205  | 193  | 194  | 203  | 204  | 206  |
|               | 1968 | 1982 | 1990 | 2006 | 2013 | 2015 | 2017 | 2019 | 2020 | 2022 |